# Thomas R. Fischer
Thomas Richard Fischer (* 6. Oktober 1947 in Berlin) ist ein deutscher Bankmanager und war vom Januar 2004 bis Juli 2007 Vorstandsvorsitzender der WestLB.

## Leben
Thomas Fischer wurde als erstes von drei Kindern des Kaufmanns Karl Fischer und dessen Frau Edith, geb. Linser, in Berlin-Pankow geboren. 1950 flüchteten die Eltern in den Westteil der Stadt und zogen nach Linz am Rhein, wo Fischer ab 1953 die Volksschule und seit 1958 das Staatliche Alt- und Neusprachliche Gymnasium besuchte. Im Frühjahr 1960 siedelte die Familie, bedingt durch den Beruf des Vaters, nach Südschweden über. 1961 folgte der Umzug nach Hamburg. Hier besuchte Fischer das Gymnasium für Jungen in Eimsbüttel und ab 1965 das Gymnasium am Bondenwald, das er 1966 abbrach. 1970 zog Fischer nach West-Berlin, besuchte das Abendgymnasium und begann ein Studium der Wirtschaftswissenschaften an der Freien Universität Berlin. 1972 schloss Fischer das Grundstudium ab und siedelte nach Kanada über, wo er als Übersetzer in einem Unternehmen in Chilliwack, British Columbia, tätig war. Im Herbst 1975 folgte die Rückkehr nach Deutschland. Zum Wintersemester 1975/76 nahm Fischer an der Universität Freiburg sein Studium der Wirtschaftswissenschaften wieder auf und legte im Oktober 1978 die Diplomprüfung für Volkswirte ab. Im Juli 1981 wurde er in Freiburg mit einer von Ralf-Bodo Schmidt betreuten Arbeit über Die Initiierung von Neuerungsprozessen in Unternehmungen promoviert. Anschließend arbeitete er bis 1985 bei der VARTA Batterie AG in Hannover. Danach hatte er bei der Deutschen Bank verschiedene Positionen inne, beispielsweise 1991/1992 als Geschäftsführer der Deutschen Immobilien Anlagegesellschaft mbH.
1995 wurde er in den Vorstand der Landesgirokasse Stuttgart berufen, dessen Vorsitz er nach dem Ausscheiden von Walther Zügel am 1. Oktober 1996 übernahm. Er führte die Landesgirokasse in die Fusion zur Landesbank Baden-Württemberg (LBBW). Weil Fischer mit dem geplanten Führungsmodell der LBBW nicht einverstanden war, schied er Ende 1998 aus dem Vorstand der Landesgirokasse aus und wurde ab 1. Januar 1999 Mitglied des Vorstands der Deutschen Bank. Fischer sollte als Chief Operating Officer (COO) und als Chief Risk Officer (CRO) dem 2002 gegründeten Group Executive Committee der Deutschen Bank angehören. Er war allerdings mit dieser Führungsstruktur und der daraus resultierenden Stärkung der Position des Vorstandssprechers nicht einverstanden und verließ im Januar 2002 die Bank. Josef Ackermann übernahm im Mai 2002 den Posten des Vorstandssprechers von seinem Vorgänger Rolf-Ernst Breuer.
Fischer wurde im Januar 2004 zum Vorstandsvorsitzenden der WestLB in Düsseldorf berufen. Nach erheblichen Abschreibungen im Jahr 2007 wurden Fischer und dem gesamten Vorstand der WestLB gravierende Fehler bei der Risikokontrolle vorgeworfen. Die Kritik bezog sich unter anderem auf fehlgeschlagene Spekulationen. Die WestLB spekulierte auf einen Rückgang der Differenz zwischen den Stammaktien und den Vorzugsaktien von BMW-, Metro- und Volkswagenaktien. Ihr entstanden dadurch Verluste in Höhe von 600 Millionen Euro. In Folge der Krise wurde 2006 das Gemälde Selbstbildnis im Hotel von Max Beckmann für 13,9 Mio. Euro weit unter Wert verkauft, was für einen weiteren Skandal sorgte. Im Juli 2007 wurde Fischer daraufhin als Vorstand abberufen. Sein Nachfolger wurde Alexander Stuhlmann.
Mit dem Ausscheiden aus der WestLB musste Fischer auch sein Amt als Präsident des Bundesverbands Öffentlicher Banken Deutschlands (VÖB), das er seit November 2004 innehatte, aufgeben. Sein Amt als Aufsichtsratsvorsitzender der RWE AG behielt er zunächst bei, legte dieses jedoch zum 30. April 2009 nieder und gehörte dem Aufsichtsrat nur noch als einfaches Mitglied an. Am 31. Januar 2010 schied er dann endgültig aus dem Aufsichtsrat aus.
Bis zum 2. August 2007 war Fischer 2. Stellvertretender Vorsitzender des Verwaltungsrates der DekaBank Deutsche Girozentrale und Verwaltungsratsmitglied der Landwirtschaftlichen Rentenbank. 
Thomas Fischer ist seit November 1972 mit Marianne Günther verheiratet.

## Schriften
- Inventionsprozesse und Unternehmungsentwicklung. Die Initiierung von Neuerungsprozessen in Unternehmungen. Haufe, Freiburg im Breisgau 1982, ISBN 3-448-01223-8 (Zugl.: Freiburg (Breisgau), Univ., Diss., 1981).